# NGC 4206
NGC 4206 é uma galáxia espiral (Sbc) localizada na direcção da constelação de Virgo. Possui uma declinação de +13° 01' 22" e uma ascensão recta de 12 horas, 15 minutos e 16,7 segundos.
A galáxia NGC 4206 foi descoberta em 17 de Abril de 1784 por William Herschel.